# 長谷川泰子 (ソプラノ歌手)
長谷川 泰子（はせがわ　やすこ）は、日本の声楽家、ソプラノ歌手。音楽学習学会会員。+new Company講師。

## 人物・来歴
東京都文京区湯島に生まれる。跡見学園中学校・高等学校卒業を経て、国立音楽大学、のち同大学大学院を首席修了。小野邦代、矢田部勁吉に師事。マイ・ピンカスに師事。
1986年5月、第22回日伊声楽コンコルソに入選『オペラ「アンドレア・シェニエ」より＜亡くなった母が＞（ジョルダーノ作曲）』 
二期会会員、日本演奏連盟会員、コーラス指導《コーラスグループ：美鈴会、彩》、早稲田大学エクステンション講師、茨城大学教育学部非常勤講師。

## 主な出演歴
- オペラ出演：『カルメン』（メルセデス）、『外套』（ジョルジェッタ）、『うたよみざる』（お初）、他多数。
  - 1989年、下田市民文化会館の杮落としを、大友直人指揮による東京交響楽団と共演。
- 演劇：岸田理生脚本、和田喜夫演出の『かくれんぼ』のシアターアプルでの公演に女優として出演。
- ミュージカル：劇団四季『オペラ座の怪人』に120ステージ出演。
- 映画：『惑星大怪獣ネガドン』のBGMの一部で独唱。映画「夏音～Caonne」歌唱。
  - 10年近くリサイタルを毎年公演ている。オリジナルを中心に活動中。

## ディスコグラフィー

### CD
- 《夢すぐり》母“おつたのうた”の世界（作曲：園田容子、作詞：佐藤つた）
- 《YACCO YACCO YACCO》

### DVD
- あなたの心の空を飛ぶ★第4回紫苑コンサート 長谷川泰子リサイタル ライヴDVD